# 横溝直輝
横溝 直輝（よこみぞ なおき、1980年6月27日 - ）は、神奈川県出身のレーシングドライバー。

## プロフィール
- 身長：176cm
- 体重：70kg
- 血液型：RH+A

## 経歴
13歳でカートレースデビュー。1993年の大井松田SLシリーズSCストッククラスでチャンピオンを獲得。1994年には地方カート選手権FR-2クラス開幕戦にスポット参戦し、最終戦には表彰台に一歩近づく健闘を見せた。1995年にはフル参戦しシリーズ9位。1996年から全日本カート選手権にフル参戦し実績を積み、1999年にフォーミュラ・トヨタで4輪レースデビュー。2000年はフォーミュラ・トヨタにフル参戦し、シリーズ3位。2001年は同シリーズで6勝を記録し、シリーズチャンピオンとトヨタスカラシップを獲得した。
2002年より全日本F3選手権に参戦を開始、同年はシリーズ7位、2003年はシリーズ5位、2004年には第3戦筑波ラウンドで初勝利を記録しシリーズ3位と、このカテゴリでの中堅となっている。2005年にはチームをThreeBond Racingに移籍し東名エンジンでの開発ドライバーとなり、「THREEBOND-NISSANエンジン」（SR20VEベース）の開発・熟成に貢献。3勝を上げてシリーズ4位となった。2006年には2004年まで在籍していたINGINGに復帰。当初はF3に参戦予定であったが、開幕2週間前に急遽全日本選手権フォーミュラ・ニッポンに参戦することが決定した。しかし準備不足のためなかなか成果を出すことが出来ず、全9戦中完走5度のノーポイントに終わった。2007年も体制を継続して挑戦。全9戦中完走8回完走。2008年はKONDO Racingに移籍。
他のカテゴリーでは、2004年にスーパー耐久、2005年からはSUPER GT・GT500クラスに参戦している。2005年はKRAFTのセカンド・カーである34号車で戦った（BANDAIスープラ、パートナーは荒聖治）が、旧型のマシンということもあって、シリーズ19位という成績に終わった。2006年は、前年のF3での高成績が評価されてハセミモータースポーツに移籍（3号車 イエローハットYMSトミカZ、パートナーはジョアオ・パオロ・デ・オリベイラ）第2戦岡山の予選1回目にポールポジションを獲得。
2007年はMOLAから参戦し佐々木孝太とコンビを組む。成績は表彰台が2回、シリーズ7位であった。
2008年は再びGT500に復活し、2年ぶりにハセミモータースポーツからGT-Rで参戦し、ロニークインタレッリとツインリンクもてぎで行われた第7戦では優勝を飾った。
2009年はスーパー耐久シリーズ（1クラス）に参戦するもシリーズランキング3位に終わった。
2010年MOLAにてSUPER GT 300クラスに参戦。開幕戦で2位に入り、第2戦で優勝を飾った。シリーズ6位。
2011年はサンダーアジアMT900Mでのスポット参戦に終わったものの、2012年にはTEAM TAISANからエンドレスTAISAN 911を峰尾恭輔とドライブ。開幕戦からポールポジションを獲得すると常に上位につけ、最終戦ツインリンクもてぎで優勝。GT300クラスのチャンピオンに輝いた。
2013年は国内より2012年同様、TEAM TAISAN 剣 ENDLESSよりSUPER GTに参戦。他SUPER耐久に参戦し、世界に視野を向け、2013アジアンルマンGTEクラスに出場。フェラーリ・458 GTEで3勝をあげ、アジアチャンピオンを獲得し2014年のル・マン24時間耐久レースの参戦が決定。台湾モーターフェスティバルに参戦し優勝。
2015年 25万人が熱狂したマレーシアのクアラルンプール市街地で開催されたKL CITY GPで優勝。初代チャンピオンとなった。
2017年はBlancpain GTシリーズAsiaの第3戦、4戦にCARGUY Racingより参戦。ケイ・コッツォリーノとコンビを組んだ4戦富士では日本人初の優勝を飾った。
2018年はSUPER GTにCARGUY Racingから参戦。アジアで行われているCECシリーズで日本人初優勝とシリーズチャンピオンをメルセデスAMGで獲得。
2020年、2021年はコロナ禍により海外レースが行われないため、テレビ東京系『SUPER GT+』でレギュラーMC陣の1人として、レース解説やカーインプレッションなどを行っている。しかし、2021年のSUPER GT第4戦に木村武史の代役として急遽スポット参戦し、ぶっつけ本番ながら7位に優勝を果たし、ポイントを獲得した。
2022年、GTワールドチャレンジ・アジアシリーズでYogibo Racingからフェラーリ・488 GT3 Evoで参戦。日本人初のシルバーカップでのシリーズチャンピオンを獲得。第2ラウンド鈴鹿戦の土曜日ではポールポジションからスタートしたものの、序盤の先頭争いで接触しクラッシュしてしまったが、翌日に前澤友作から車を借りてきてレースへ参戦し、レース関係者やファンを驚かせた。

## レース戦績
- 1993年 - SL大井松田カートシリーズ・SCクラス（シリーズチャンピオン）
- 1994年 - SL大井松田Aストックオープンクラス、地方カート選手権関東西地域・FR-2クラス 最高位4位
- 1995年
  - GKT大井松田カートシリーズ・FR-2クラス、地方カート選手権西地域・FR-2クラス 最高位2位 シリーズ9位
  - 全日本カート選手権・FRクラス スポット参戦
- 1996年
  - 全日本カート選手権・FAクラス
  - 鈴鹿カートシリーズ
- 1997年
  - 全日本カート選手権・FAクラス
  - ワールドカップin鈴鹿・ICAクラス
- 1998年 - 全日本カート選手権・FSAクラス
- 1999年 - フォーミュラ・トヨタシリーズ（#55 インターゲット FT20）
- 2000年 - フォーミュラ・トヨタシリーズ（#3 CAST-FT FT20）（1勝）
- 2001年 - フォーミュラ・トヨタシリーズ（TORII RACING #0 SUPER NOVA FT20）（シリーズチャンピオン・5勝）
- 2002年
  - 全日本F3選手権（TOM'S #8 ESSO TOM'S F302／ダラーラF302 3S-GE）（シリーズ7位）
  - F3コリアSP（ThreeBond #39 ThreeBond／ダラーラF302 SR20VE）（決勝DNF）
  - 第9回十勝24時間レース･ClassN+（#59 FTRS ALTEZZA）（総合21位・クラス6位）
- 2003年
  - 全日本F3選手権（INGING MOTORSPORT #3 INGING F303／ダラーラF303 3S-GE）（シリーズ5位）
  - F3マカオGP（決勝12位）
  - F3コリアSP（決勝17位）
- 2004年
  - 全日本F3選手権（INGING MOTORSPORT #3 INGING F303／ダラーラF303 3S-GE）（シリーズ3位・1勝）
  - スーパー耐久シリーズ・ClassN+＜Rd.3～4&8 スポット参戦＞（AUTOBACS RACING TEAM AGURI #55 ARTA FOS アルテッツァ）（シリーズ3位）
- 2005年
  - 全日本F3選手権（ThreeBond Racing #12 ThreeBond／ダラーラF305 SR20VE）（シリーズ4位・3勝）
  - SUPER GT・GT500クラス（KRAFT #34 BANDAIスープラ／SUPRA JZA80 3UZ-FE）（シリーズ19位）
- 2006年
  - 全日本選手権フォーミュラニッポン（Team BOSS INGING Formula Nippon #13／ローラB06/51 RV8J）（ノーポイント）
  - SUPER GT・GT500クラス（ハセミモータースポーツ #3 イエローハットYMSトミカZ／フェアレディZ Z33 VQ30DETT）（シリーズ15位）
- 2007年
  - 全日本選手権フォーミュラニッポン（Team BOSS・INGING Formula Nippon #34／ローラB06/51 RV8J）（ノーポイント）
  - SUPER GT・GT300クラス（MOLA #46 宝山DUNLOP Z／フェアレディZ Z33 VQ35DE）（シリーズ7位）
- 2008年
  - 全日本選手権フォーミュラニッポン（KONDO RACING #3／ローラB06/51 RV8J）（シリーズ12位）
  - SUPER GT・GT500クラス（HASEMI MOTOR SPORT #3 YellowHat YMS TOMICA GT-R／GT-R R35 VK45DE）（シリーズ12位・1勝）
- 2009年 - スーパー耐久･ST-Class1（TEAM TETUSYA #10 Y.K.M. ADVAN Z／フェアレディZ Z33）
- 2010年 - SUPER GT・GT300クラス（MOLA #46 MOLA Z／フェアレディZ Z33 VQ35DE）（シリーズ6位・1勝）
- 2011年
  - SUPER GT・GT300クラス＜Rd.4&5スポット参戦＞（サンダーアジア #69 MT900M）
  - インターコンチネンタル・ル・マン・チャレンジ LMP1クラス＜Rd.7スポット参戦＞（東海大学-YGKパワー #23 クラージュLC70・YGK）
- 2012年 - SUPER GT・GT300クラス（TAISAN #911 エンドレス TAISAN 911／ポルシェ・911）（シリーズチャンピオン・1勝）
- 2013年
  - SUPER GT・GT300クラス（TAISAN #911 エンドレス "剣"TAISAN 911／ポルシェ・911）（シリーズ12位)
  - Asian Le Mans Series（TAISAN KEN ENDLESS／FERRARI 458 GTE）（シリーズチャンピオン）
  - スーパー耐久･ST-Class1（フィールドモータースポーツ #16 GT3／BMWZ4）
  - Taiwan TSF Asia All Star Challenge 亞洲全明星挑戰賽 (Top Speed/FERRARI 458 GTE) (優勝)
- 2014年 - SUPER GT・GT300クラス（TAISAN #67 STP TAISAN GAIAPOWER／日産・GT-R GT3）より参戦
- 2015年 - KL CITY Grand Prix 優勝　(初代チャンピオン)
- 2016年 - SUPER GT・GT300クラス（DIRECTION RACING #108／Lamborghini HURACAN GT3）
- 2017年 - Blancpain GT シリーズAsia （CARGUY Racing #777／Lamborghini HURACAN GT3）Rd.4 富士　(日本人初優勝)
- 2018年
  - SUPER GT・GT300クラス（CARGUY Racing #777 CARGUY ADA NSX GT3／ホンダ・NSXGT3）
  - CEC Endurance Series (AMG GT3) (シリーズチャンピオン)
- 2019年 - SUPER GT・GT300クラス（PACIFIC RACING with GOOD SPEED #9 PACIFIC MIRAI AKARI NAC PORSCHE／Porsche 991GT3R）（シリーズ27位）
- 2021年 - SUPER GT・GT300クラス＜Rd.3,4,7＞（PACIFIC CARGUY Racing #9 PACIFIC NAC CARGUY Ferrari／Ferrari 488GT3）（シリーズ19位）
- 2022年
  - FANATEC GT WORLD CHALLENGE Series ASIA Powerd by AWS (シルバーカップ・シリーズチャンピオン / 日本人初)
  - SUPER GT・GT300クラス＜Rd.1,5＞（PACIFIC CARGUY Racing #9 PACIFIC Hololive NAC Ferrari／Ferrari 488GT3）（シリーズ24位）
- 2023年
  - GTワールドチャレンジ・アジア＜Rd.2～5＞（Maezawa Racing #555 Ferrari 488 GT3）（シリーズ16位・1勝）
  - ル・マン24時間レース・LMGTE Amクラス（Kessel Racing #74 Ferrari 488 GTE Evo）（総合38位・クラス9位）
- 2024年 - SRO・ジャパンカップ＜Rd.4＞（Maezawa Racing #555 Ferrari 488 GT3）
- 2025年 - SRO・ジャパンカップ（Maezawa Racing #555 Ferrari 296 GT3）

### 全日本フォーミュラ3選手権
| 年     | チーム           | エンジン  | クラス | 1       | 2       | 3      | 4      | 5        | 6      | 7      | 8      | 9        | 10       | 11       | 12      | 13      | 14     | 15      | 16       | 17       | 18     | 19      | 20      | 順位 | ポイント |
| ------ | ---------------- | --------- | ------ | ------- | ------- | ------ | ------ | -------- | ------ | ------ | ------ | -------- | -------- | -------- | ------- | ------- | ------ | ------- | -------- | -------- | ------ | ------- | ------- | ---- | -------- |
| 2002年 | TOM'S            | トヨタ    | A      | TSU1 10 | TSU2 10 | SUZ1 6 | SUZ2 4 | FSW1 7   | FSW1 4 | MIN1 4 | MIN2 8 | TRM1 9   | TRM2 5   | SUZ1 12  | SUZ2 10 | SUG1 10 | SUG2 3 | SEN1 6  | SEN2 5   | TAI1 6   | TAI2 4 | TRM1 3  | TRM2 9  | 7位  | 110      |
| 2003年 | INGING           | トヨタ    |        | SUZ1 2  | SUZ2 7  | FSW1 8 | FSW1 6 | TAI1 4   | TAI2 6 | TRM1 6 | TRM2 5 | SUZ1 Ret | SUZ2 9   | SUG1 Ret | SUG2 8  | TSU1 6  | TSU2 8 | SUG1 3  | SUG2 Ret | MIN1 8   | MIN2 6 | TRM1 3  | TRM2 6  | 5位  | 109      |
| 2004年 | INGING           | トヨタ    |        | SUZ1 4  | SUZ2 5  | TSU1 6 | TSU2 4 | OKA1 Ret | OKA2 9 | TRM1 4 | TRM2 2 | SUZ1 2   | SUZ2 Ret | SUG1 2   | SUG2 3  | MIN1 2  | MIN2 1 | SEN1 10 | SEN2 4   | MIN1 Ret | MIN2 6 | TRM1 5  | TRM2 2  | 3位  | 177      |
| 2005年 | ThreeBond Racing | ThreeBond |        | TRM1 3  | TRM2 4  | SUZ1 8 | SUZ2 8 | SUG1 1   | SUG2 1 | FSW1 3 | FSW2 4 | OKA1 6   | OKA2 1   | SUZ1 8   | SUZ2 6  | MIN1 6  | MIN2 2 | FSW1 3  | FSW2 Ret | MIN1 4   | MIN2 3 | TRM1 10 | TRM2 12 | 4位  | 177      |

- 太字はポールポジション、斜字はファステストラップ。(key)

### フォーミュラ・ニッポン
| 年     | チーム                           | エンジン | 1       | 2      | 3       | 4      | 5       | 5       | 6        | 6       | 7       | 7       | 8       | 9       | 順位 | ポイント |
| ------ | -------------------------------- | -------- | ------- | ------ | ------- | ------ | ------- | ------- | -------- | ------- | ------- | ------- | ------- | ------- | ---- | -------- |
| 2006年 | Team BOSS・INGING Formula Nippon | トヨタ   | FSW 14  | SUZ 13 | TRM Ret | SUZ 11 | AUT Ret | AUT Ret | FSW Ret  | FSW Ret | SUG 11  | SUG 11  | TRM 7   | SUZ Ret | NC   | 0        |
| 2007年 | Team BOSS・INGING Formula Nippon | トヨタ   | FSW 10  | SUZ 9  | TRM 13  | OKA 12 | SUZ 19  | SUZ 19  | FSW 10   | FSW 10  | SUG 13  | SUG 13  | TRM Ret | SUZ 12  | NC   | 0        |
| 2008年 | KONDO RACING                     | トヨタ   | FSW Ret | SUZ 6  | TRM 11  | OKA 6  | SUZ1 7  | SUZ2 6  | TRM1 Ret | TRM2 11 | FSW1 12 | FSW2 12 | SUG Ret |         | 12位 | 12       |

- 太字はポールポジション、斜字はファステストラップ。(key)

### SUPER GT
| 年     | チーム                         | 使用車両                    | クラス | 1       | 2      | 3      | 4       | 5       | 6       | 7       | 8      | 9      | 順位 | ポイント |
| ------ | ------------------------------ | --------------------------- | ------ | ------- | ------ | ------ | ------- | ------- | ------- | ------- | ------ | ------ | ---- | -------- |
| 2005年 | KRAFT                          | トヨタ・スープラ            | GT500  | OKA Ret | FSW 7  | SEP 12 | SUG 14  | TRM 11  | FSW 16  | AUT 12  | SUZ 16 |        | 19位 | 4        |
| 2006年 | ハセミモータースポーツ         | 日産・フェアレディZ         | GT500  | SUZ 9   | OKA 4  | FSW 12 | SEP 7   | SUG 13  | SUZ 8   | TRM 11  | AUT 8  | FSW 8  | 15位 | 32       |
| 2007年 | MOLA                           | 日産・フェアレディZ         | GT300  | SUZ 13  | OKA 6  | FSW 18 | SEP 3   | SUG 6   | SUZ 4   | TRM 24  | AUT 2  | FSW 18 | 7位  | 48       |
| 2008年 | HASEMI MOTOR SPORT             | 日産・GT-R                  | GT500  | SUZ 15  | OKA 10 | FSW 15 | SEP 9   | SUG 11  | SUZ 5   | TRM 1   | AUT 6  | FSW 13 | 12位 | 39       |
| 2010年 | MOLA                           | 日産・フェアレディZ         | GT300  | SUZ 2   | OKA 1  | FSW 12 | SEP 6   | SUG 8   | SUZ 16  | FSW C   | TRM 14 |        | 6位  | 43       |
| 2011年 | ThunderAsia Racing             | モスラー・MT900M            | GT300  | OKA     | FSW    | SEP    | SUG Ret | SUZ 18  | FSW     | AUT     | TRM    |        | NC   | 0        |
| 2012年 | Team TAISAN ENDLESS            | ポルシェ・911 GT3R          | GT300  | OKA 2   | FSW 8  | SEP 2  | SUG 5   | SUZ Ret | FSW 4   | AUT 2   | TRM 1  |        | 1位  | 82       |
| 2013年 | Team TAISAN 剣 ENDLESS         | ポルシェ・911 GT3R          | GT300  | OKA 10  | FSW NC | SEP 11 | SUG 3   | SUZ 7   | FSW 19  | AUT 8   | TRM 10 |        | 12位 | 25       |
| 2014年 | Team TAISAN KEN DIMMAK         | 日産・GT-R NISMO GT3        | GT300  | OKA 19  | FSW 9  | AUT 9  | SUG 5   | FSW 17  | SUZ Ret | CHA     | TRM 16 |        | 22位 | 10       |
| 2015年 | Direction Racing               | フェラーリ・458 GT3         | GT300  | OKA 11  | FSW 13 | CHA 18 | FSW     | SUZ 9   | SUG 11  | AUT 4   | TRM 10 |        | 19位 | 12       |
| 2016年 | LAMBORGHINI Team DIRECTION     | ランボルギーニ・ウラカンGT3 | GT300  | OKA 21  | FSW 19 | SUG 15 | FSW 18  | SUZ 25  | CHA 13  | TRM 14  | TRM 16 |        | NC   | 0        |
| 2018年 | CARGUY Racing                  | ホンダ・NSX GT3             | GT300  | OKA 15  | FSW 26 | SUZ 21 | CHA     | FSW 17  | SUG     | AUT Ret | TRM 23 |        | NC   | 0        |
| 2019年 | PACIFIC RACING with GOOD SPEED | ポルシェ・911 GT3R          | GT300  | OKA 15  | FSW 22 | SUZ 22 | CHA 16  | FSW 19  | AUT 22  | SUG 9   | TRM 15 |        | 27位 | 2        |
| 2021年 | PACIFIC CARGUY Racing          | フェラーリ・488 GT3 EVO     | GT300  | OKA     | FSW    | SUZ 4  | TRM 7   | SUG     | AUT     | TRM 19  | FSW    |        | 19位 | 12       |
| 2022年 | PACIFIC CARGUY Racing          | フェラーリ・488 GT3 EVO     | GT300  | OKA 4   | FSW    | SUZ    | FSW     | SUZ 11  | SUG     | AUT     | MOT    |        | 24位 | 8        |

- 太字はポールポジション、斜字はファステストラップ。(key)

### インターコンチネンタル・ル・マン・カップ
| 年     | チーム             | 使用車両         | クラス | 1   | 2   | 3   | 4   | 5   | 6   | 7     |
| ------ | ------------------ | ---------------- | ------ | --- | --- | --- | --- | --- | --- | ----- |
| 2011年 | 東海大学-YGKパワー | クラージュ・LC70 | LMP1   | SEB | SPA | LMN | IMO | SIL | ATL | ZHU 8 |

### アジアン・ル・マン・シリーズ
| 年     | チーム                        | 使用車両                    | クラス | 1     | 2     | 3     | 4     | 順位 | ポイント |
| ------ | ----------------------------- | --------------------------- | ------ | ----- | ----- | ----- | ----- | ---- | -------- |
| 2013年 | Team TAISAN 剣 ENDLESS        | フェラーリ・458イタリア GT2 | LMGTE  | INJ 1 |       | ZHU 1 | SEP 1 | 1位  | 78       |
| 2013年 | Team TAISAN 剣 ENDLESS        | ポルシェ・911 GT3 R         | SGT    |       | FSW 4 |       |       | NC   | -        |
| 2014年 | クラフト-バンブー・レーシング | リジェ・JS53                | CN     | INJ   | FSW   | SHA 1 | SEP   | 4位  | 26       |

### ル・マン24時間レース
| ル・マン24時間レース結果 | ル・マン24時間レース結果 | ル・マン24時間レース結果      | ル・マン24時間レース結果 | ル・マン24時間レース結果 | ル・マン24時間レース結果 | ル・マン24時間レース結果 | ル・マン24時間レース結果 |
| 年                       | チーム                   | コ・ドライバー                | 使用車両                 | クラス                   | 周回                     | 総合順位                 | クラス順位               |
| ------------------------ | ------------------------ | ----------------------------- | ------------------------ | ------------------------ | ------------------------ | ------------------------ | ------------------------ |
| 2023年                   | ケッセル・レーシング     | 辻子依旦 ケイ・コッツォリーノ | フェラーリ・488 GTE Evo  | LMGTE Am                 | 303                      | 38位                     | 9位                      |

## 出演
- SUPER GT+（2020年 - 2022年、テレビ東京）- MC、解説
- RACING LABO SUPER GT+KYOJO（2025年 - 、テレビ東京）- MC、解説

## エピソード
SUPER GTやアジアン・ル・マン、GT WORLD CHALLENGEなど、日本とアジアのチャンピオンの称号を持っている。
ブランパンシリーズ・アジア、CECシリーズ、GTマスターズ・アジアでは日本人初優勝記録を持つ。
- プライベートでは、多くの著名人と交流が深くモータースポーツの楽しさを伝えている。
- 近年では映画『ワイルド・スピード / The Fast and The Furious』シリーズのPR大使として、国内モータースポーツとスポーツカーのPRを担当している。
- 本国ドイツよりポルシェマイスターの称号が与えられた。
- アパレルブランドのモデルや、雑誌モデルなどもこなす一面があり、モータースポーツだけにとどまらない幅広い活動を見せている。
- J-SPORTS の特別番組『ワイルド・スピード／ジャパン・ミッション ～ポルシェ911をカスタムせよ！』にて自らの車をRWB仕様にカスタムし話題となった。
- 音響メーカーやNPO法人であるUNIVERSAL SOUND DESIGN社の活動に賛同し、同社の運営する「きこえのあしながさんプロジェクト」に参加。きこえのあしながさん大使として、台東区教育委員会・柏葉中学校にて難聴の生徒たちに自ら商品を寄贈するなど積極的な支援活動も行っている[1]。
- GoProアスリート契約を結ぶ。モータースポーツ選手ではGoProの契約選手はアジアで1人のみ。
- 香港ではモデルや芸能活動を行いながら、グランドタイクーンのブランドアドバイザーをしている。
- レースコーチを通じて、シンハービールファミリーなどアジアのミリオネア、ビリオネア達の富裕層との交流が深い。
- 2019年より株式会社ZOZOの創業者の前澤友作が立ち上げたスーパーカープロジェクトのプロジェクトマネージャーとして参加。現在は前澤の会社のメンバーでもある。
- 2020年よりテレビ東京系列『SUPER GT+』（日曜日23:30 - ）のレギュラーMC陣の1人として中尾明慶、岡副麻希とともに番組出演を行っている。また、後継番組となる『RACING LABO SUPER GT+KYOJO』でも引き続きレギュラー出演している。